# Rinnerspitz
Der Rinnerspitz, von den Einheimischen auch Peißenberg genannt (nicht zu verwechseln mit dem Hohen Peißenberg), ist ein 1611 Meter hoher Gipfel in den Schlierseer Bergen im Mangfallgebirge. Hier wurde am 6. November 1877 der Wildschütz Georg Jennerwein hinterrücks erschossen.
Der Rinnerspitz liegt zwischen dem Gipfel der 1668 Meter hohen Bodenschneid (430 Meter südöstlich) und dem 1552 Meter hohen Wasserspitz (653 Meter nordnordöstlich) im südlichen Landkreis Miesbach wie die genannten Nachbargipfel genau an der Grenze zwischen den Gemeinden Rottach-Egern im Westen und Schliersee im Osten liegen. Beim Grat vom Wasserspitz zum Rinnerspitz, also an der Nordflanke des Gipfels, steht das Jennerwein-Gedenkkreuz. Die Gemeindegrenze mit diesen und weiteren Gipfeln markiert dort die Wasserscheide zwischen dem Schliersee und dem Tegernsee.
Das Bodenschneidhaus eine Schutzhütte der Sektion Bodenschneid des Deutschen Alpenvereins auf der Rettenböckalm, 500 Meter nordöstlich des Rinnerspitz, ist das nächstgelegene Gebäude. Die nächstgelegene Ortschaft ist der kleine Weiler Enterrottach (Ortsteil der Gemeinde Rottach-Egern), 1,3 km weiter westlich an der Valepp-Straße, die ab Ortsausgang Richtung Valepp (Süden) eine Mautstraße ist. Der Spitzingsee liegt gut drei Kilometer im Osten und die Grenze zu Tirol beim Schinder knapp acht Kilometer im Süden (jeweils Luftlinie).
In der Bayerischen Uraufnahme war der Berg nur mit Peißenberg beschriftet.